# Ябе
Ябе (яп. 矢部川 ябэгава) — река в Японии на острове Кюсю. Протекает по территории префектуры Фукуока.
Исток реки находится под горой Микуни (三国山, высотой 994 м), на стыке префектур Фукуока, Кумамото и Оита. Ниже ущелья Хюгами в неё впадает Хосино, после чего Ябе течёт по равнине Цукуси, где в неё вливаются реки Хебару, Сираки и Хаэ. У Мияма от неё ответвляется рукав Окинохата, после чего оба рукава впадают в залив Ариаке Восточно-Китайского моря.
Длина реки составляет 61 км, на территории её бассейна (647 км²) проживает около 160 тыс. человек. Согласно японской классификации, Ябе является рекой первого класса.
Около 74 % бассейна реки занимает природная растительность, около 24 % — сельскохозяйственные земли, около 2 % застроено.
Уклон реки в верховьях составляет около 1/80-1/200, в среднем течении — 1/350-1/700, в низовьях — 1/2000-1/10000. Осадки в районе реки составляют около 2500 мм в год.